# 御池沼沢植物群落

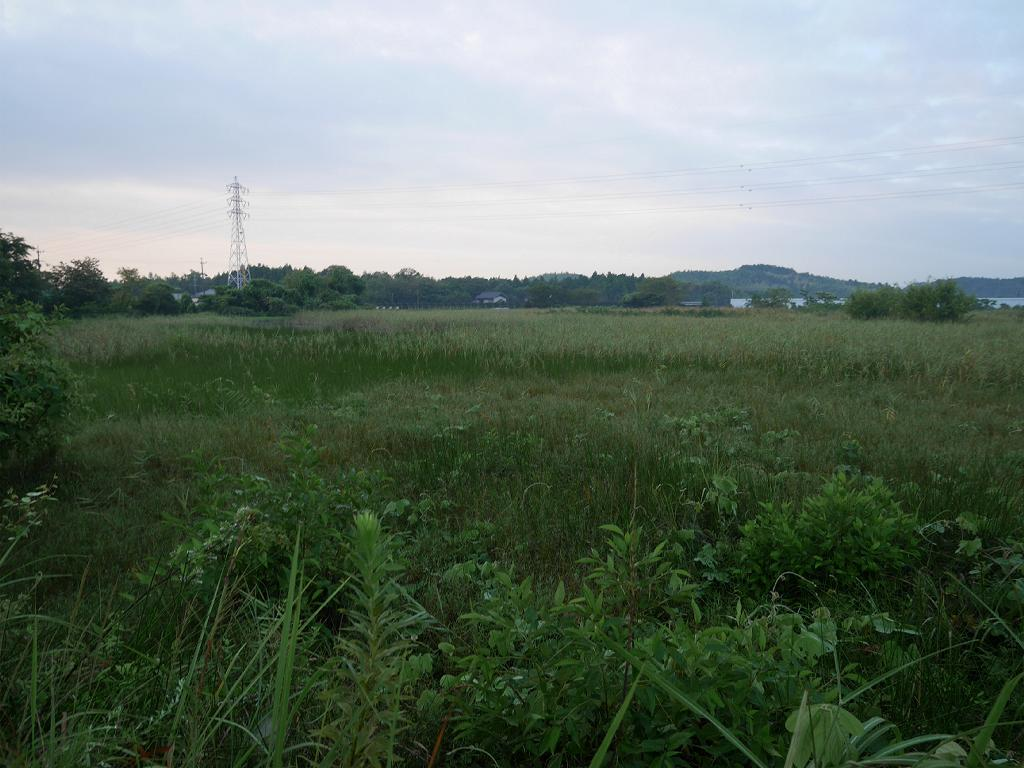
御池沼沢植物群落・東湿原

御池沼沢植物群落（おいけしょうたくしょくぶつぐんらく）とは、三重県四日市市にある池沼であり、特殊な湿性植物群落として国指定の天然記念物となっている。

## 位置

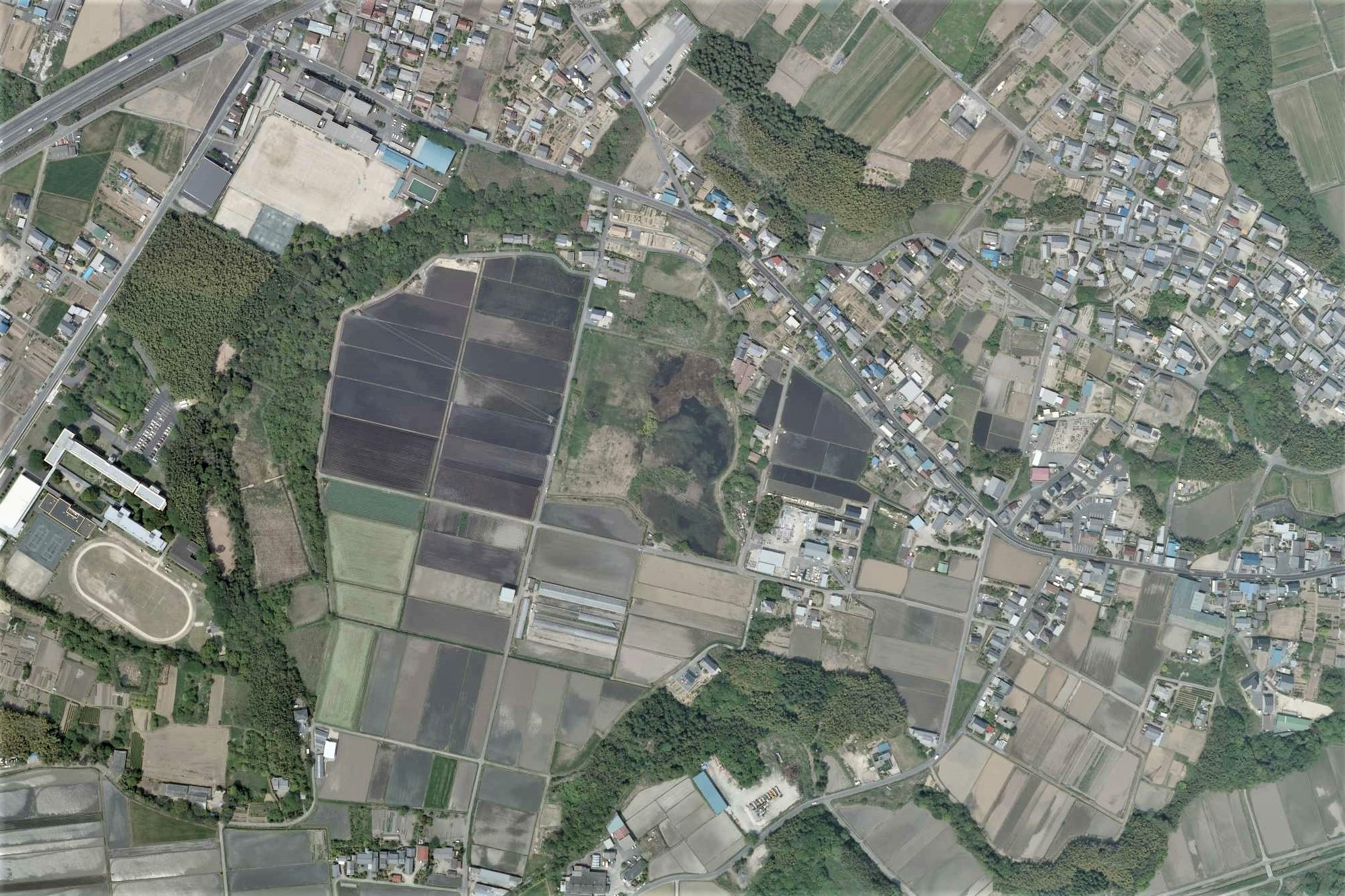
御池沼沢植物群落周辺の空中写真。画像中央、圃場整備された東西の水田に挟まれた一帯が東湿原。画像左、陸上競技トラックグラウンドのある敷地の右側、樹木で囲まれた一帯が西湿原。
。（2009年4月30日撮影）

御池沼沢植物群落は三重県四日市市西坂部町にあり、第三紀層からなる台地の東の端に当たり、そこから出る湧水によって生じた南北約400m、東西約800mの湿原および沼沢地であったものである。沼沢群落はその中で上の側の高い地域にある。現在は多くが水田などとなり、沼沢植物群落は冷たい湧水が流入する西湿原と、それらの水が流入する下側にあってため池を含む東湿原からなっている。両者は互いに水田などを挟んで200mほどの距離を置いている。
指定は昭和27年10月11日で、追加指定が昭和51年3月31日と昭和54年6月25日に行われている。

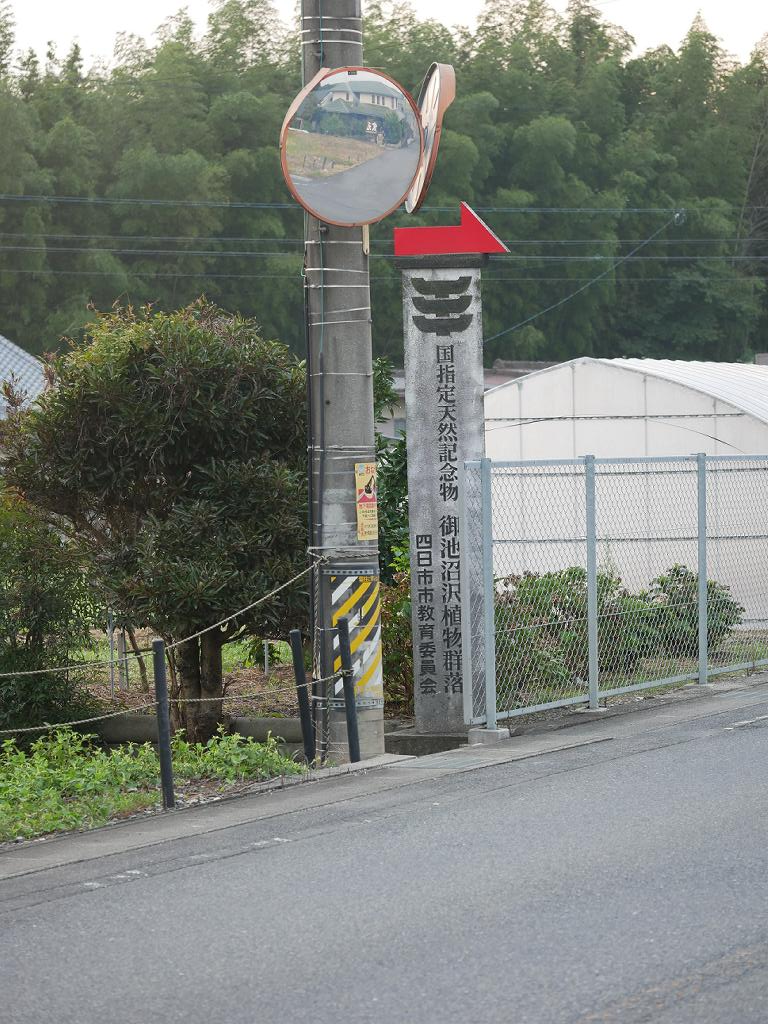
最寄りの道路にある案内板
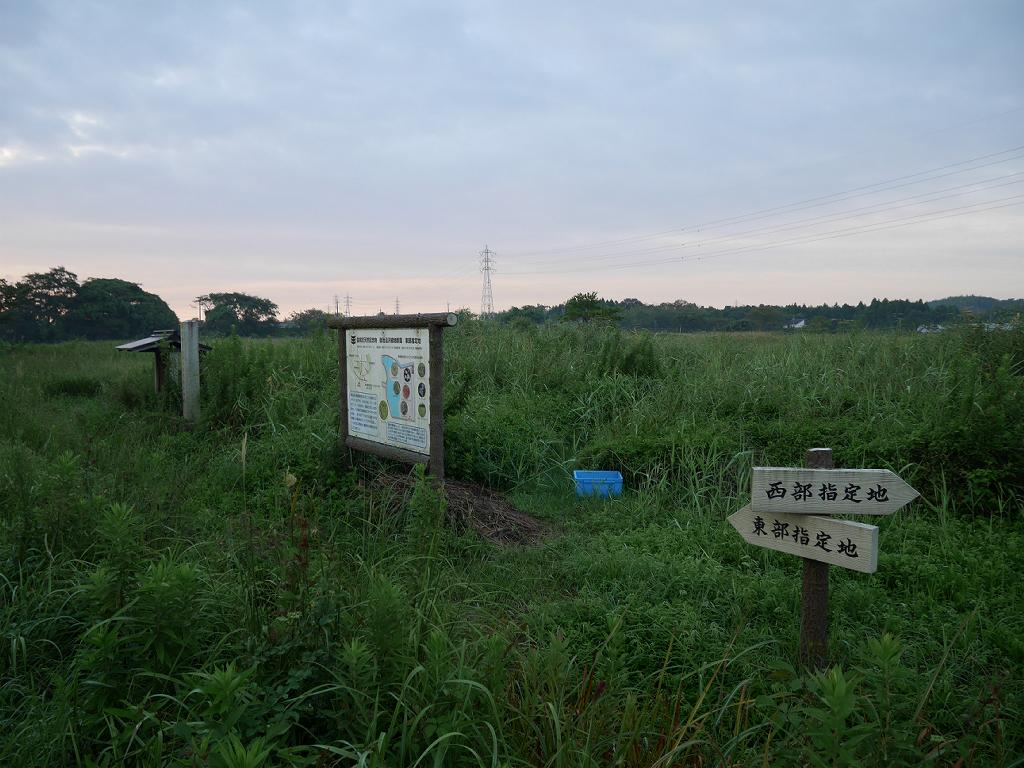
東湿原の入り口のところ

## 特徴
この湿原には寒冷地の植物と暖地の植物が共にあり、さらに東海地方の独特の湿性植物相を代表するものともなっており、貴重な湿性植物群落と見られている。
西湿原は湧水部に沿ってハンノキを中心にイソノキ、イヌツゲ、イボタノキ、ヘビノボラズ、ウメモドキ、ノリウツギなどの木本やヌマガヤ、ネビキグサなどの草本が茂り、林床にはオオミズゴケが繁殖して厚く敷き詰めたようになっている。その内側のヌマガヤやネビキグサからなる草地にヤチヤナギやヤチイヌツゲが見られるが、これら2種は日本では北部地域の低層湿原を代表するものであり、ヤチヤナギはこの地を南限とする。
湧水による水域にはネビキグサやホタルイを中心とする群落があり、それらの間に三河地方以西に見られるミカワタヌキモや東海地方固有のシラタマホシクサが小さな群落を作り、食虫植物のミミカキグサ類も姿を見せる。
東の湿原はため池の深い部分から枯れ草や泥の堆積した泥沼地、湿原、普通の草地と移り変わる間にヨシ草地、ガマ草地、ネビキグサ草地、ヌマガヤ－サワギキョウ草地、イヌノハナヒゲ草地、ネザサ草地などがそれぞれ好適な場所に繁茂し、それらの間に熱帯系の植物であるミクリガヤや、やはり暖地のものであるスイランが見られ、それに交じって日本北部の高山湿地に見られるものと同種のコタテヤマリンドウが生育している。

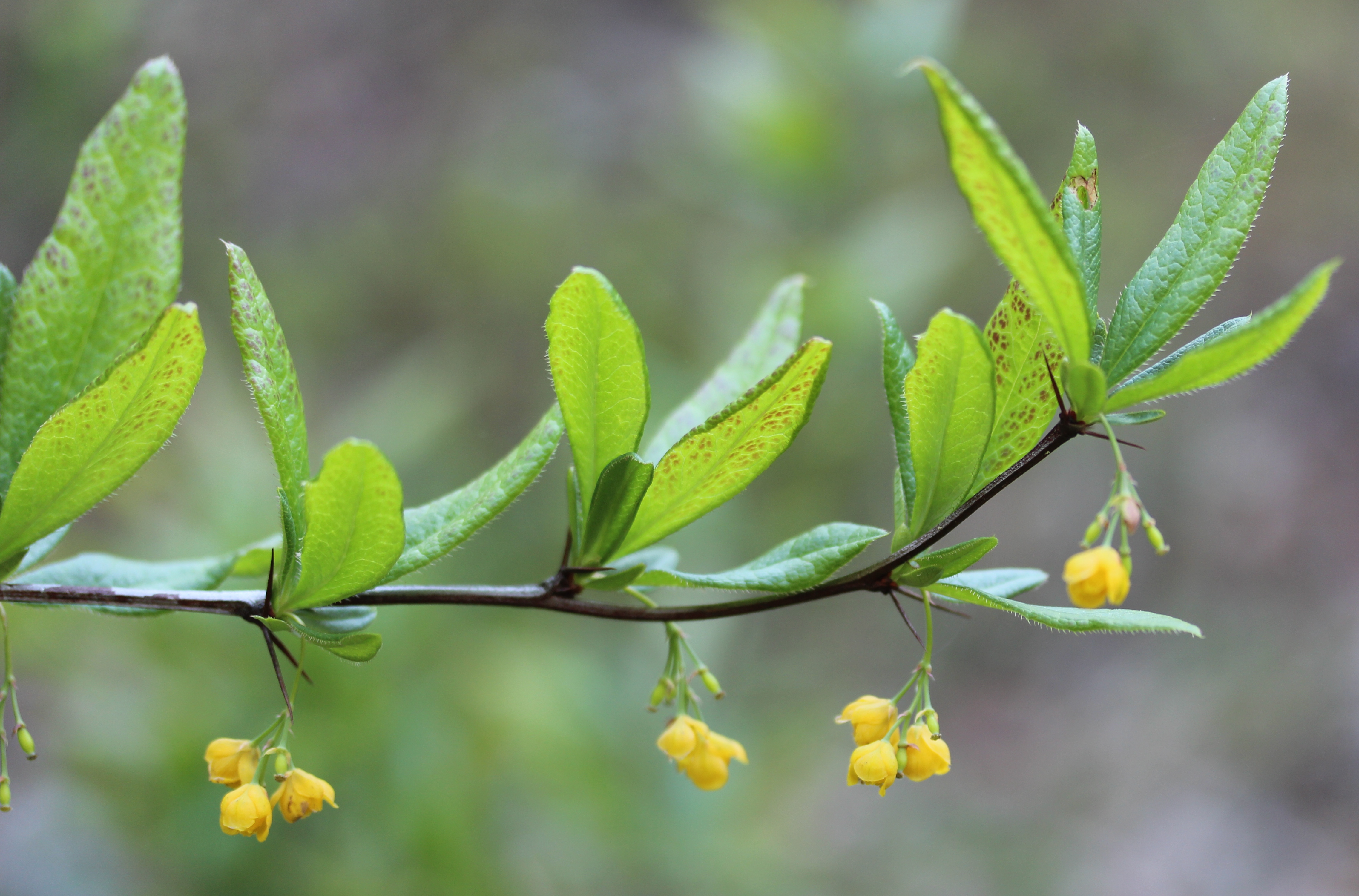
ヘビノボラズ
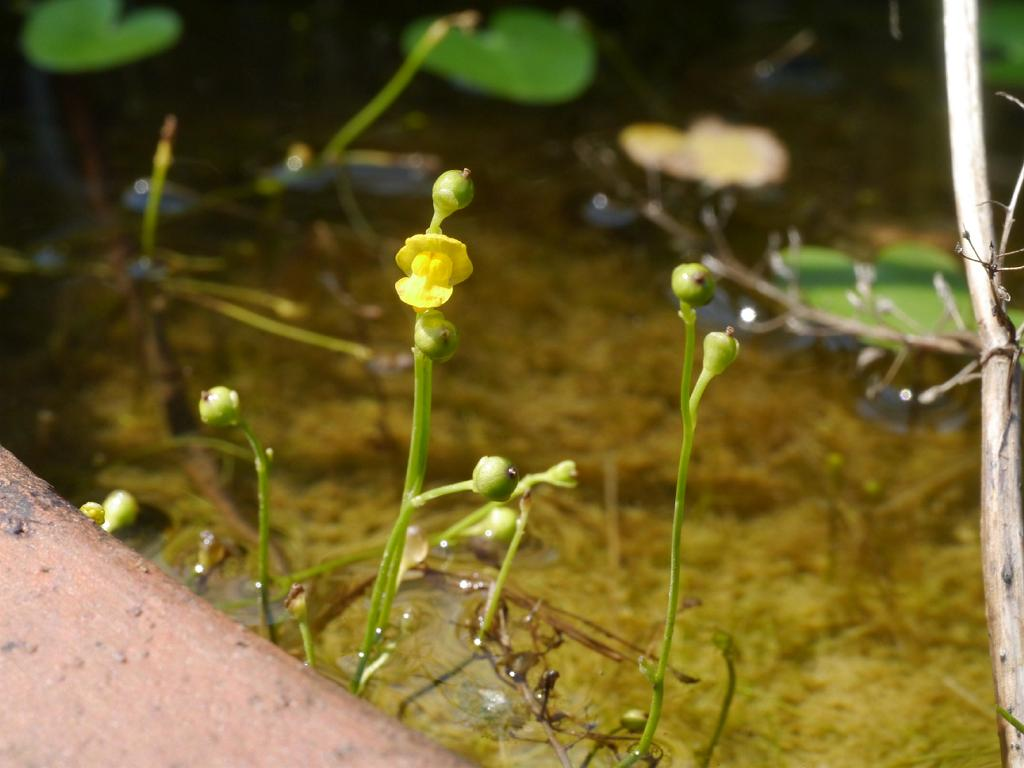
ミカワタヌキモ
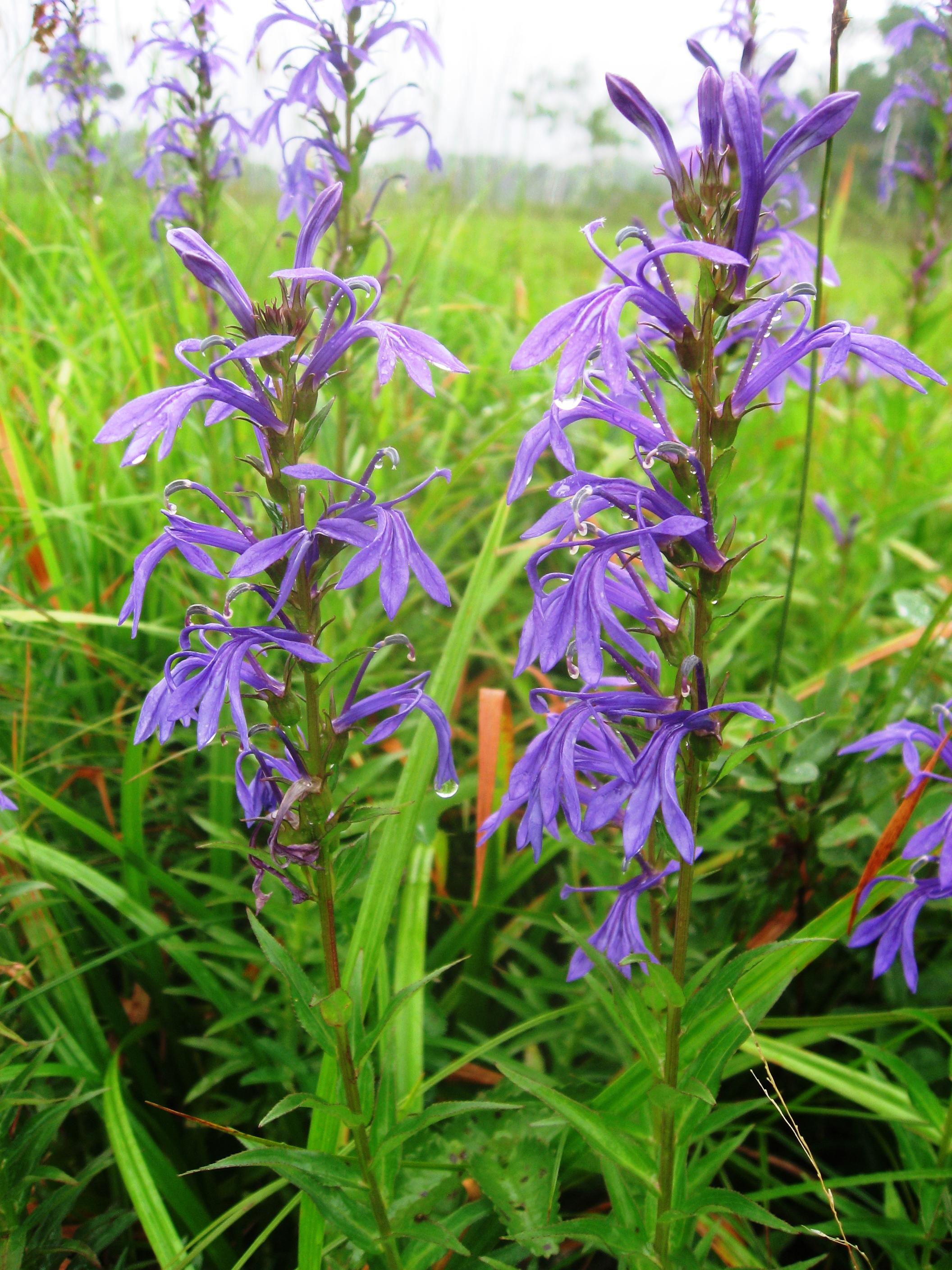
サワギキョウ
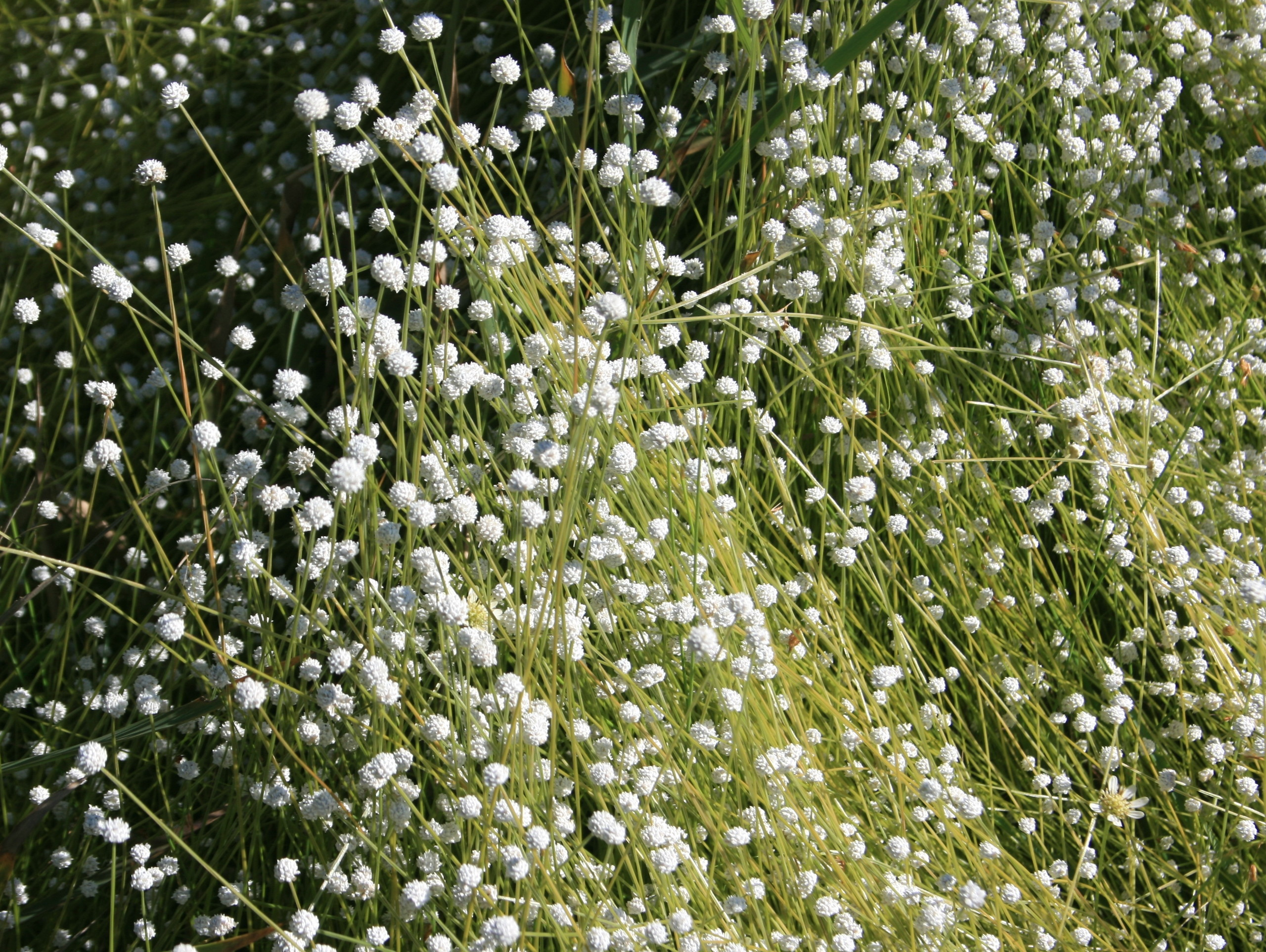
シラタマホシクサ

## 前史
古事記には倭健命(やまとたけるのみこと)の東国平定の帰途に伊吹山から桑名を経由して三重の地に着いたときに「自其地幸、到三重村之時、亦詔之、吾足如三重勾而甚疲」とあり、この故事から命がこんこんと湧き出す清水に目をとめ、御足を洗われた池を足洗池と称し、地名を足洗と呼び、近くの池を大池と呼んだと伝えられる。現在の東指定地域が西坂部町の御館（みたち）字足洗（あしあらい）であり、西部指定地は字大池である。また大池はいつの頃からか御池(おいけ)と呼ばれるようになり、今の名はそれによる。江戸時代には元禄6年(1692)の「三ヶ村野論栽許・同絵図」には足洗野・大池・足洗川と記録がある。
明治中期には西坂部町の川島嘉右衛門が官有地であった沼沢地の払い下げを受け、その中央部を水田として開墾し始めた。ただし本格的な開墾は大正7年(1918)以降になり、この年に岐阜県から数世帯の農民が入植し、懸命の努力で沼田から水田へと改良を行った。それ以降は沼沢地の景観はさほど変化することはなく、人々は西部湿原では樹木を薪として利用し、東部の大池では鯉の養殖場としての利用も行われた。

## 発見と指定
この湿原の発見と保護に大きな役割を演じたのは安井直康（やすいなおやす 1899-1985）である。発見当時、四日市市立高等女学校の教諭であった安井は昭和15年(1940)6月23日に三重村山野での植物踏査の際に御池沼沢に立ち寄り、ちょうど満開であったノハナショウブ群落に感動したらしい。ここから安井はこの沼沢の植物群落の研究に手をかけ、その年の7月、9月の調査でこれが県下随一の貴重なものであると確認した。それから10年後、昭和25年(1950)に安井は再びこの地で詳細な調査を行い、その結果を県教育委員会に伝え、県から調査会臨時委員の任命を受けた。安井はさらに詳細な調査を行い、指定地の決定や測量業務、写真撮影をも行い、各関係者の協力を得て調査報告書を作成、県に提出した。これに基づいて同年2月28日付でこの群落は三重県の文化財として仮指定を受けた。また翌年(1951)には国の文化財調査委員の一人である国立科学博物館の中井猛之進博士が現地調査に入り、昭和27年(1952)に国の天然記念物に指定されるに到った。

## 重要性
上記にも触れてあるが、この湿地の重要性として天然記念物指定の指定事由は以下のようなものとされていた。
- ヤチヤナギの分布南限、ミクリガヤの分布北限で、しかも両者とも立派な群落をなしている。
- 食虫植物が豊富である。
- 地域固有のシラタマホシクサなどが自生し、その中でも珍種のヒメミミカキグサがある。
- ノハナショウブの自生が豊富にある。
- それら様々な異なった性質、要素の植物が一地域に集中している。
- 谷地坊主が見られる。

## 保護活動
湿原においてはどこでも生じることであるが、自然な遷移によって泥が堆積して陸化し、普通の草原へと変化する傾向がここでも見られる。また湧水の元である台地の開発や周囲の水田の暗渠排水工事による乾燥化も見られる。湿地の後背斜面には昭和52年(1977)までは多くのアカマツ林があったが、マツノザイセンチュウの被害で全滅的に枯死した。その影響も大きかったが、現在ではそのときの下生えであった照葉樹林が育ってきてはいる。それらへの対策として市教育委員会によって水不足への対応に鑿井戸工事や給配水路工事などが行われ、また水源涵養林の育成なども試みられている。
ただし、すでに確認できなくなったものも数多く、羽田(1989)はミカワタヌキモ、ヒメタヌキモ、シロバナホザキミミカキグサ、コタテヤマリンドウ、ミクリガヤの名を『現在確認できない植物(特異な種のみ)』に取り上げている。